# ژانگوله‌بازی

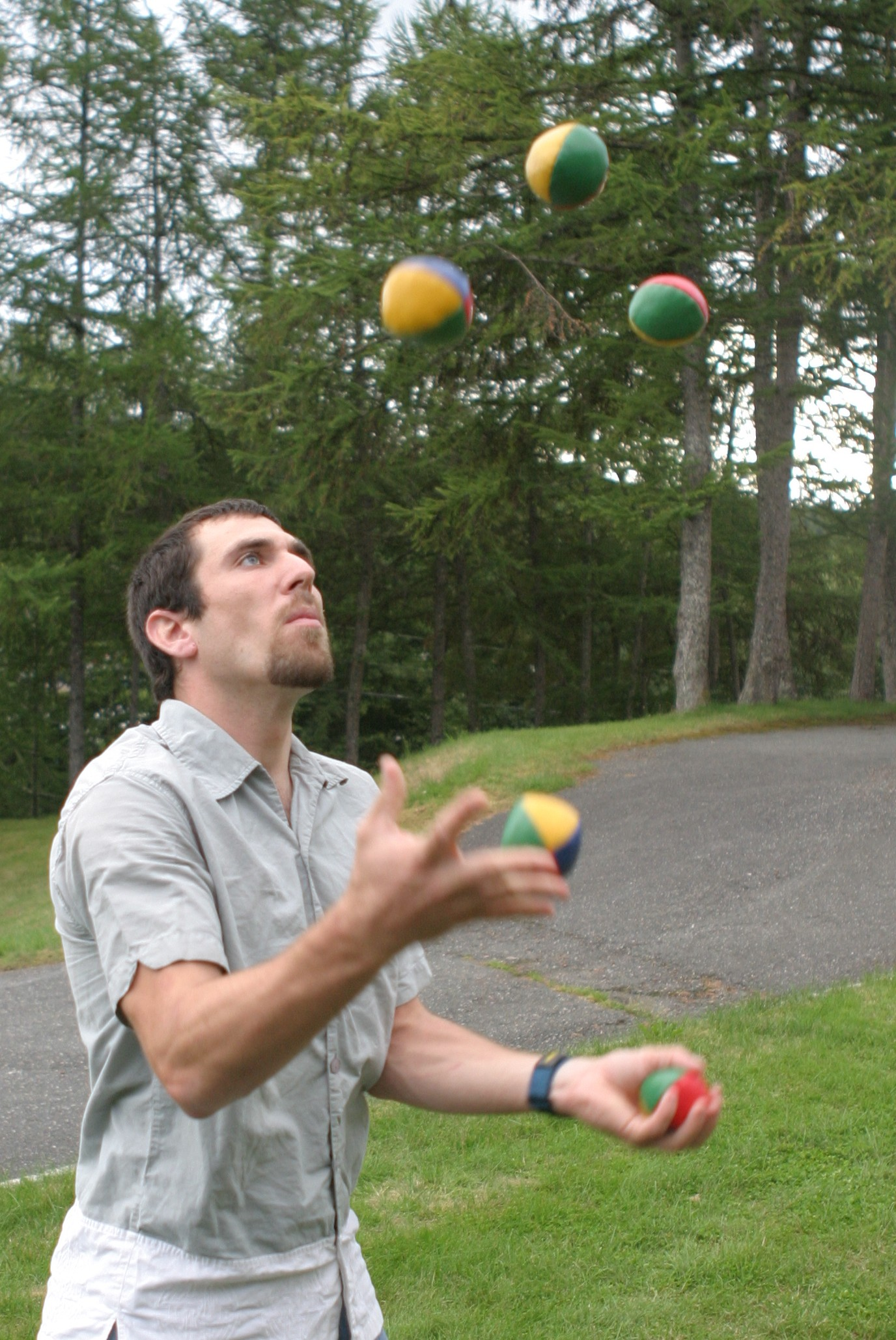

ژانگوله‌بازی یا ژانگولربازی (فرانسوی: Jonglerie‎) نوعی عملیات تردستی مانند انداختن گوی‌های متعدد به هوا و گرفتن آن‌ها که معمولاً در عملیات تردستی انجام می‌شود.

## تاریخچه

### از باستان تا قرن بیستم
اولین آثار در این مورد مربوط به قرن پانزدهم است.
اوّلین تصویر در این مورد به مصر باستان بر می‌گردد و نقاشی روی پاپیروس است.